# Parque nacional de Lorentz
El parque nacional de Lorentz es la mayor área protegida del Sureste Asiático, abarcando unas 25 056 km². Se encuentra en la isla de Nueva Guinea, en la provincia de Papúa Central, en el archipiélago de Indonesia. Es la única área protegida en el mundo que incorpora una secuencia continua e intacta de ambientes que van desde áreas nevadas hasta un ambiente tropical marino, pasando por extensas planicies y selvas tropicales húmedas. Establecido en 1997, fue declarado como Patrimonio de la Humanidad por la Unesco en el año 1999.
Se encuentra recostado sobre las montañas Sudirman.
Localizado en la unión entre dos placas continentales en colisión, el área tiene una geología compleja con formaciones montañosas esculpidas a través de las glaciaciones. El área contiene también los registros fósiles que registran la evolución de la vida en las isla de Nueva Guinea, con un alto nivel de endemismos y el más alto nivel de biodiversidad de la región.
Ejemplo destacado de la biodiversidad de Nueva Guinea, Lorentz es uno de los parques nacionales con mayor diversidad ecológica del mundo. Es la única reserva natural de la región de Asia-Pacífico que contiene un conjunto completo de ecosistemas altitudinales que abarcan zonas marinas, manglares, mareas y bosques pantanosos de agua dulce, bosques pluviales de tierras bajas y montanos, tundra alpina. selva tropical, tundra alpina, y ecuadorial glaciares. A 4884 metros, Puncak Jaya (antigua pirámide de Carstensz) es la montaña más alta entre el Himalaya y los Andes.
Birdlife International ha calificado el Parque de Lorentz como "probablemente la reserva más importante de Nueva Guinea". Contiene cinco de las ecorregiones "Global 200" del Fondo Mundial para la Naturaleza: Bosques de tierras bajas del sur de Nueva Guinea; Bosques montanos de Nueva Guinea; Praderas subalpinas de la cordillera central de Nueva Guinea; Manglares de Nueva Guinea; y Ríos y arroyos de Nueva Guinea.
El Parque de Lorentz contiene muchas zonas no cartografiadas e inexploradas, y es seguro que contiene muchas especies de plantas y animales aún desconocidas para la ciencia occidental. Los conocimientos de las comunidades locales en materia de etnobotánica y etnozoología sobre la biota de Lorentz también están muy poco documentados.
El parque lleva el nombre de Hendrikus Albertus Lorentz, un explorador holandés que pasó por la zona en su expedición de 1909-10.

## Denominación
El Parque Nacional de Lorentz, situado en Papúa (Indonesia), debe su nombre al explorador y naturalista holandés Hendrikus Albertus Lorentz. El parque se conocía anteriormente como Reserva Natural de Lorentz antes de ser designado Patrimonio de la Humanidad por la UNESCO en 1999 y rebautizado como Parque Nacional de Lorentz.
Hendrikus Albertus Lorentz (1871-1924) fue un explorador y cartógrafo holandés que dirigió una expedición al interior de Nueva Guinea Holandesa (actual Papúa, Indonesia) entre 1909 y 1910.  Durante esta expedición, Lorentz y su equipo realizaron importantes descubrimientos geográficos y científicos. Cartografiaron regiones inexploradas y recopilaron valiosos datos sobre la flora, la fauna y los pueblos indígenas de la zona.
En reconocimiento a sus contribuciones a la exploración y comprensión de esta región remota y diversa, se dio su nombre al parque nacional. El parque abarca una vasta zona de verde selva tropical, montañas escarpadas y una biodiversidad única, que incluye muchas especies que no se encuentran en ningún otro lugar de la Tierra.

## Flora

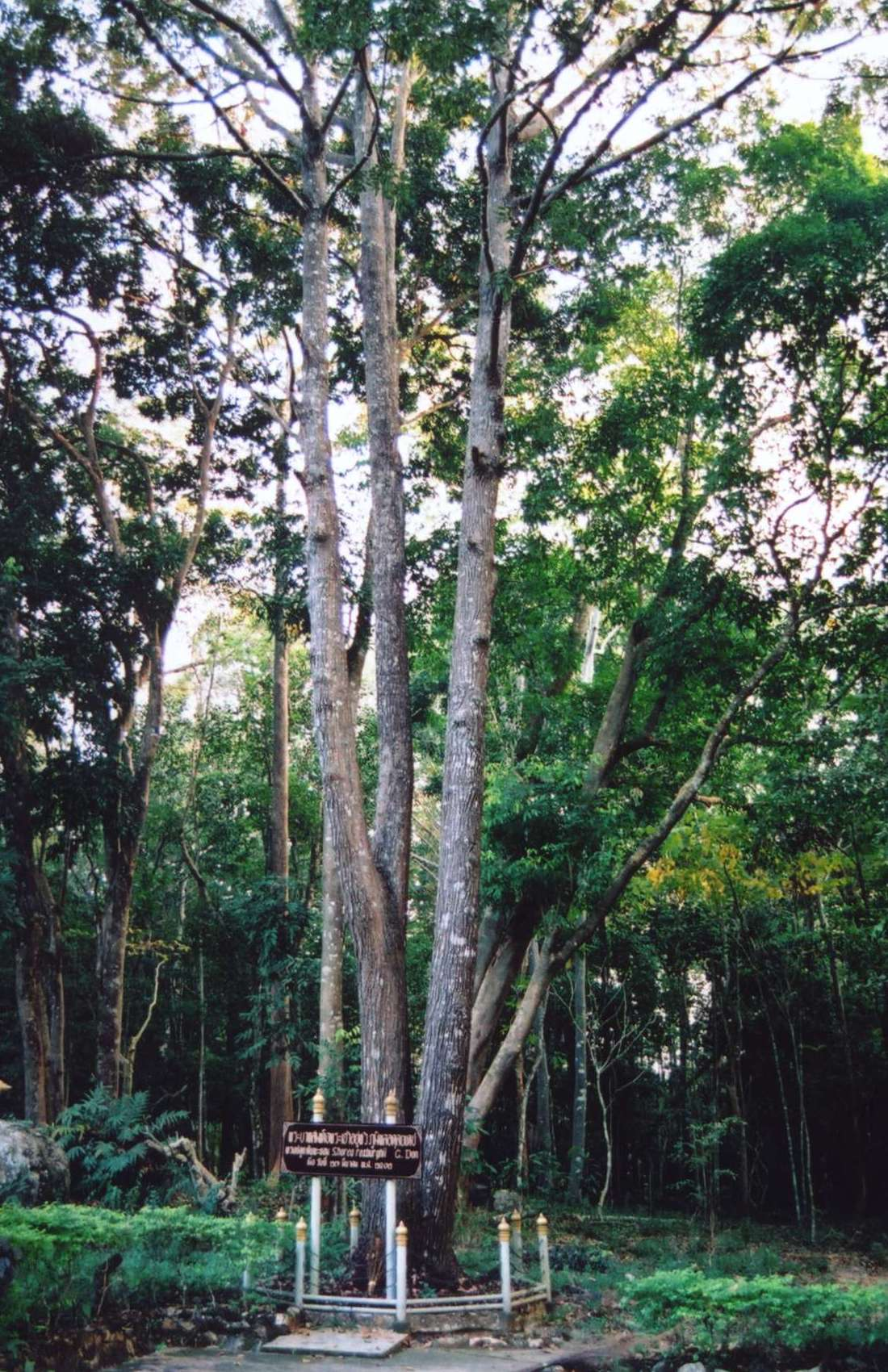
Ejemplar de árbol de género shorea, propio de la selva tropical del Parque Nacional de Lorentz.

El Parque Nacional Lorentz, es conocido por su rica biodiversidad y ecosistemas diversos. El parque abarca una amplia gama de hábitats debido a su topografía variada, desde selvas tropicales de tierras bajas hasta bosques de montaña de alta altitud. La flora del Parque Nacional Lorentz es abarca desde selvas tropicales en las tierras bajas hasta vegetación alpina en las altas montañas. Esta diversidad está respaldada por la variada topografía y las condiciones climáticas del parque, lo que lo convierte en un área crítica para la conservación y la investigación científica.
El Parque Nacional Lorentz cubre aproximadamente 2,5 millones de hectáreas, lo que lo convierte en una de las áreas protegidas más grandes del sudeste asiático. Se extiende desde la costa hasta las cumbres nevadas de las Montañas Jayawijaya, lo que significa que alberga una notable variedad de vida vegetal adaptada a diferentes altitudes y climas.

### Selva tropical de tierras bajas
En las zonas de selva tropical de tierras bajas, se encuentran especies adaptadas a condiciones húmedas y tropicales. Los árboles comunes incluyen diversas especies de Dipterocarpus, Shorea y Eusideroxylon zwageri. Estos árboles a menudo tienen grandes raíces en contrafuerte y densos doseles.
El sotobosque está lleno de una rica diversidad de arbustos, helechos y orquídeas. Ejemplos notables son especies de Begonia, Araceae (como Alocasia) y diversas orquídeas epífitas que prosperan en el ambiente húmedo y sombreado.
Muchas plantas en esta región tienen usos tradicionales entre las comunidades locales, como Piper betle (hoja de betel: estimula la producción de saliva, es usada para la prevención de diarreas y parásitos intestinales, es un remedio contra la tos y el asma, es utilizado externamente para el tratamiento de heridas, llagas y eccemas., también se utiliza para prevenir la halitosis (mal aliento)) y Zingiber zerumbet (jengibre para champú).

### Bosques montanos
A mayores altitudes, la flora cambia para adaptarse a temperaturas más frescas y mayor humedad. Las especies de árboles como Podocarpus, Nothofagus y Dacrydium se vuelven más comunes. Los bosques están caracterizados por árboles más pequeños y una vegetación de sotobosque más densa en comparación con las selvas tropicales de tierras bajas.
Los bosques montanos son ricos en helechos, como los del género Cyathea, y musgos que cubren el suelo del bosque y los troncos de los árboles, creando un entorno verde y exuberante.

### Vegetación alpina
Por encima de la línea de árboles, la vegetación se vuelve más escasa. Esta zona, conocida como vegetación alpina o subalpina, presenta arbustos bajos, pastos y hierbas alpinas. Plantas como Dracophyllum y varias especies de Ericaceae son típicas en esta área.
Las plantas en la zona alpina tienen adaptaciones para soportar las condiciones frías y ventosas, incluyendo hojas reducidas y un crecimiento bajo para protegerse contra el clima severo.

### Humedales y pantanos
El parque también incluye humedales y zonas pantanosas, que albergan comunidades vegetales únicas. Las especies comunes en estos ambientes encharcados incluyen palma rafia (las fibras son usadas con múltiples propósitos, uno de los cuales es en el campo textil y en la construcción. La fibra se ha utilizado para hacer desde sombreros a zapatos y objetos decorativos), palma nipa (las poblaciones locales utilizan las hojas largas y plumosas de la palma nipa como material para techos de casas o viviendas con techo de paja. Las hojas también se utilizan en muchos tipos de cestería y techos de paja. Debido a su flotabilidad, se utilizan tallos grandes para entrenar a los nadadores.) y diversas especies de juncos y cañas. Estas plantas están adaptadas a aguas estancadas y suelos saturados.

### Endemismo y Conservación
El Parque Nacional Lorentz es hogar de muchas especies de plantas endémicas, lo que significa que se encuentran en ningún otro lugar del mundo. Los diversos hábitats del parque proporcionan refugio para estas especies, que son cruciales para la conservación de la biodiversidad.
Proteger la flora del parque es fundamental para mantener el equilibrio ecológico y apoyar a las numerosas especies animales que dependen de estas plantas. Se realizan esfuerzos para prevenir la deforestación y gestionar las actividades humanas para preservar este ecosistema único.

### Significación para la investigación
El Parque Nacional Lorentz es un sitio valioso para la investigación botánica debido a su alta diversidad y la presencia de especies raras y poco entendidas. Los investigadores estudian las adaptaciones de las plantas a varios climas y ecosistemas, contribuyendo a nuestra comprensión de la flora tropical y alpina.

## Fauna

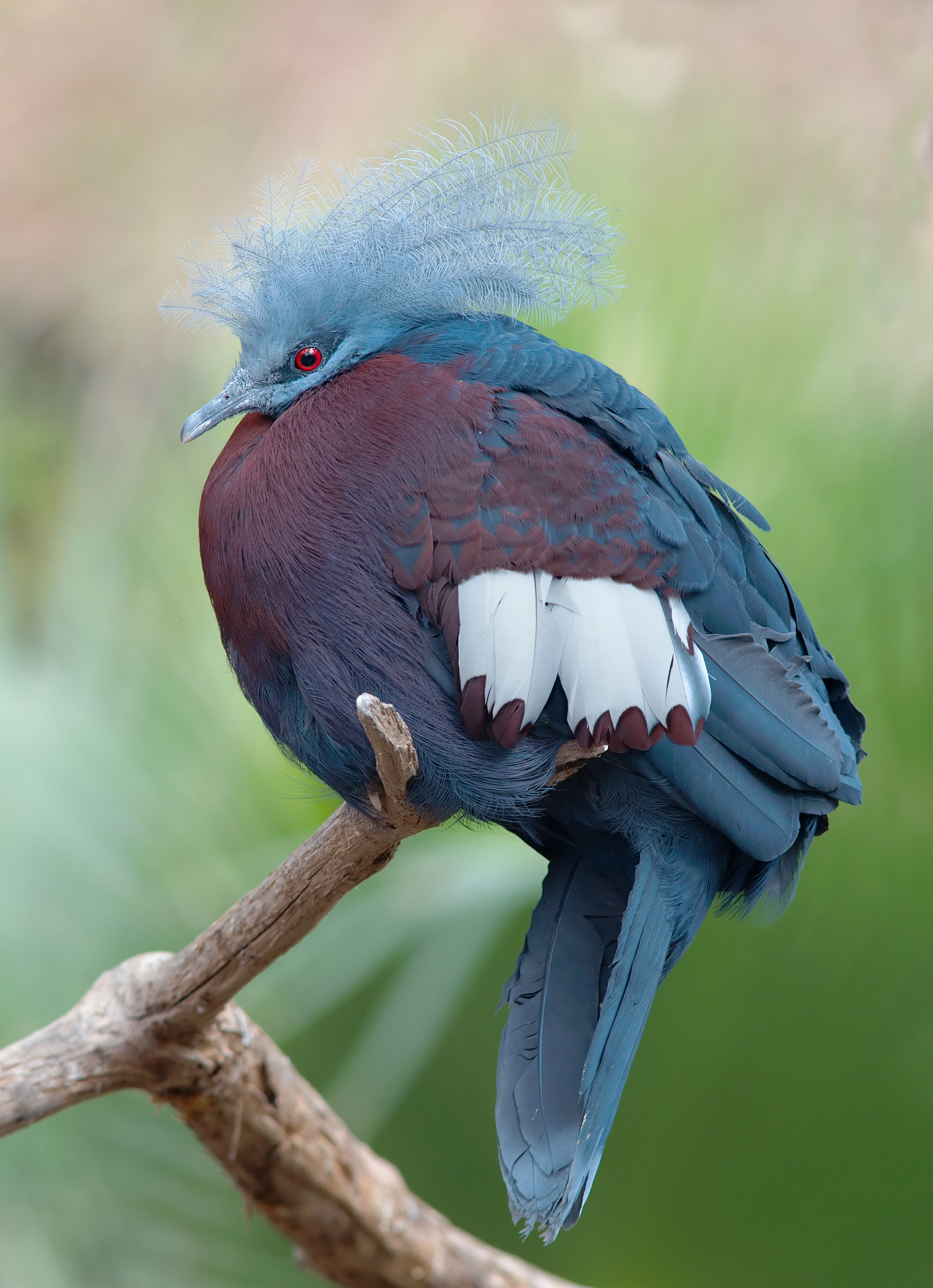
La paloma coronada del sur que se encuentra en Singapur se limita a las casas de las tierras bajas del sur de Nueva Guinea.

El parque es especialmente importante por su tamaño y por la biodiversidad, riqueza y representatividad de su mundo animal y vegetal. Casi el 90% es selva tropical natural prístina. Los especialistas en mamíferos consideran que el parque es la región más importante de Australo-Pacífico para la biodiversidad de mamíferos.
El Parque Nacional de Lorentz cuenta con 630 especies de aves documentadas (alrededor del 95% del número total de especies de aves de Papúa) y 123 especies de mamíferos. Entre las aves se encuentran dos especies de casuario, 31 especies de palomas, y 60 especies de martín pescador. Seis especies de aves son endémicas de las montañas Sudirman, incluyendo la codorniz Papúa y el petroica roquera, 26 especies son endémicas de la Cordillera Central de Papúa, mientras que tres son endémicas de las Tierras Bajas del Sur de Papúa. Entre las especies amenazadas se encuentran el casuario austral, la rata lanuda alpina, la gura sureña, el loro de Pesquet, la ánade Papúa y el mielero de Macgregor.
Entre las especies de mamíferos se encuentran el equidna de hocico largo, el equidna de hocico corto y cuatro especies de cuscús, así como el ualabí, el quoll y el canguro arbóreo. El dingiso, una especie de canguro arbóreo descubierta en 1995, es endémico de las montañas Sudirman.

## Habitación humana y cultura
La zona del parque nacional está habitada desde hace más de 25.000 años. Los bosques de Lorentz abarcan las tierras tradicionales de ocho grupos étnicos indígenas, incluyendo el Asmat, el Amung, el Dani, el pueblo Sempan y el Nduga. Las estimaciones de la población actual varían entre 6.300 y 10.000 personas.
Se reconoce ampliamente que las estrategias de gestión de la conservación del parque tendrán que incorporar las necesidades y aspiraciones de estos pueblos si se quiere que el parque tenga éxito en la protección de la biodiversidad.  Además, la diversidad cultural es otra importante medida de éxito para el parque.

## Minería
La mina de oro más grande del mundo, la mina Grasberg, está justo al lado. Cada día se vierten 238.000 toneladas de material estéril al río Ajkwa a través de los ríos Aghawagon y Otomona. El cobre y otros metales pesados llegan al mar de Arafura y también se han encontrado en altas concentraciones en las aguas subterráneas del parque. En contraste, el Proyecto de Conservación del Parque Nacional Lorentz se ve a sí mismo como una iniciativa conjunta para preservar el patrimonio comunitario y ecológico en el área del Parque Nacional Lorentz.
A 45 km al sureste de Grasberg, en el valle de Hoea, se encuentra un depósito de mineral supuestamente rico llamado "Mamoa". Los geólogos lo comparan con Grasberg, por lo que recibió el apodo de "hijo de Grasberg". Sin embargo, quince de las empresas mineras más grandes del mundo llegaron a un acuerdo en 2003 para no explorar geológicamente los parques del Patrimonio Mundial.
Según el acuerdo de concesión no publicado, el "Área de contrato B" de Freeport se superpone con el Parque Nacional Lorentz. La ley de Indonesia permite la minería en los parques nacionales, ya que la minería se considera una forma superior de uso de la tierra que un parque.

## Amenazas ecológicas

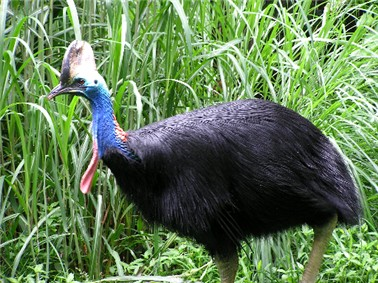
Casuario austral.

Las principales amenazas para la biodiversidad de Lorentz provienen de la tala comercial, la conversión de los bosques para la agricultura de plantación, la conversión de la agricultura de pequeño propietario, el desarrollo de la minería/petróleo/gas, la construcción ilegal de carreteras y la comercio ilegal de especies. El calentamiento global también supone una amenaza importante.
En 2005, no se informó de ninguna tala comercial ni de otras amenazas a gran escala dentro del parque. Actualmente no hay proyectos activos de conversión de bosques, y la conversión agrícola es mínima. Se sabe que el comercio ilegal de especies es un problema grave. La gran operación minera de oro/cobre Freeport ha estado activa durante décadas al oeste y al norte del parque, pero no está activa dentro de los límites del parque. La exploración petrolera dentro y al noreste del parque está en curso.
La salud general de la biodiversidad del Parque de Lorentz es actualmente excelente. Aunque la tala de árboles y otras amenazas aún no se han materializado, es probable que se conviertan en una amenaza en el futuro. El cambio climático supone una amenaza muy real, pero sus implicaciones específicas para Lorentz son inciertas.

## Conservación
La primera protección formal de una zona central de 3.000 km² del paisaje de Lorentz fue aplicada por el Gobierno Colonial Holandés en 1919 con el establecimiento del Monumento Natural de Lorentz. En 1978, el Gobierno indonesio estableció una Reserva Natural Estricta con una superficie de 21.500 km². El Parque Nacional de Lorentz se estableció en 1997, con una superficie total de 25.056 km², incluyendo una extensión oriental y zonas costeras y marinas.
El Parque Nacional de Lorentz fue incluido en la lista de Patrimonio Mundial natural en 1999, aunque una zona de unos 1.500 km² fue excluida de la lista debido a la presencia de títulos de exploración minera dentro del parque.
En 2005, no había personal del parque ni guardias asignados a Lorentz. Sin embargo, el éxito del parque depende en gran medida de la comprensión y el apoyo de las comunidades locales a la conservación, más que de la aplicación externa de la ley. Varias organizaciones de conservación trabajan en la zona de Lorentz.
En 2006, el ministro de Bosques estableció una estructura de gestión para el Parque Nacional de Lorentz, la Oficina del Parque Nacional de Lorentz, con sede en Wamena. La Oficina no empezó a funcionar hasta 2007, y alcanzó una plantilla de 44 personas a mediados de 2008. Sin embargo, una misión de seguimiento de la UNESCO en 2008 reconoció que la capacidad de la Oficina era muy limitada debido a la falta de financiación, equipamiento y experiencia.